# Signetics
 (août 2024).
 (août 2017).
Si vous disposez d'ouvrages ou d'articles de référence ou si vous connaissez des sites web de qualité traitant du thème abordé ici, merci de compléter l'article en donnant les références utiles à sa vérifiabilité et en les liant à la section « Notes et références ».
Signetics est un fabricant de circuits intégrés des années 1960-1970. Son nom provient du terme anglais SIGnal NETwork Integrated Circuits.

## Produits
Il a été à l'origine de nombreux circuits intégrés, bipolaires et MOS, dont des multivibrateur TTL NE555 (LM555), circuits Dolby, logique, mémoire, circuits analogiques, clones de processeurs Motorola, dont les premières consoles de jeux Atari. Ses fondateurs ont également été à l'origine de la société Fairchild Semiconductor.

## Histoire
L'entreprise a été rachetée en 1975 par Philips et fait maintenant partie de Philips Semiconductors. 
Après la scission de cette branche, Signetics se retrouve dans l'entreprise NXP Semiconductors.
Une autre partie de l'entreprise est restée en Corée du Sud où elle a gardé son nom d'origine et fait partie du Young Poong Group.